# Kinmel Hall
Kinmel Hall est un grand manoir de campagne situé dans le parc Kimnel, près du village de St. George, près de la ville côtière d'Abergele, dans l'arrondissement du comté de Conwy, au Pays de Galles. La maison actuelle, le troisième bâtiment du site, est achevée au milieu du XIXe siècle pour la famille d'un magnat minier gallois. En 1929, la propriété cesse d'être une résidence privée, pour devenir une école pour garçons, une station thermale, une école pour filles, un hôpital de guerre, et un centre de conférence et hôtel (à deux reprises).
Depuis 2001, Kimnel Hall reste vide après que les plans de plusieurs propriétaires pour rénover le bâtiment n'aient pas été entrepris. En 2015, la Victorian Society du Royaume-Uni le classe parmi ses dix bâtiments victoriens et édouardiens les plus à risque. La maison est un bâtiment classé Grade I et ses jardins et parcs sont désignés sur le registre Cadw / ICOMOS des parcs et jardins d'intérêt historique spécial au Pays de Galles.

## Histoire

### Première maison

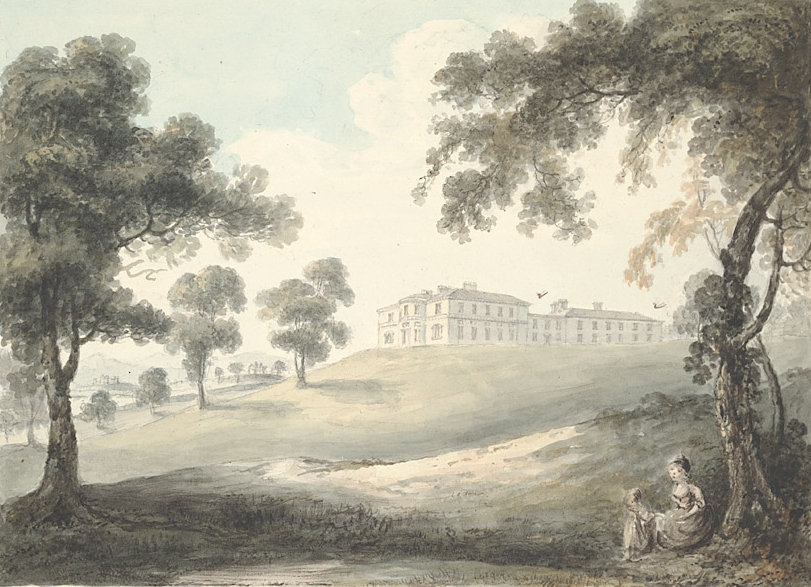
La maison d'origine de Kinmel c. 1794.

Le Kinmel Hall d'origine appartient au révérend Edward Hughes. En 1786, il passe à son fils le 1er baron Dinorben (1767-1852). Cependant, le propre fils et héritier du baron Dinorben, William Lewis Hughes, 2e baron Dinorben est décédé huit mois seulement après avoir hérité de Kinmel Hall et le titre de « Dinorben » s'éteint. En conséquence, le domaine de Kinmel Park passe au cousin de William Hughes, Hugh Robert Hughes,.

### Agrandissement et réaménagement

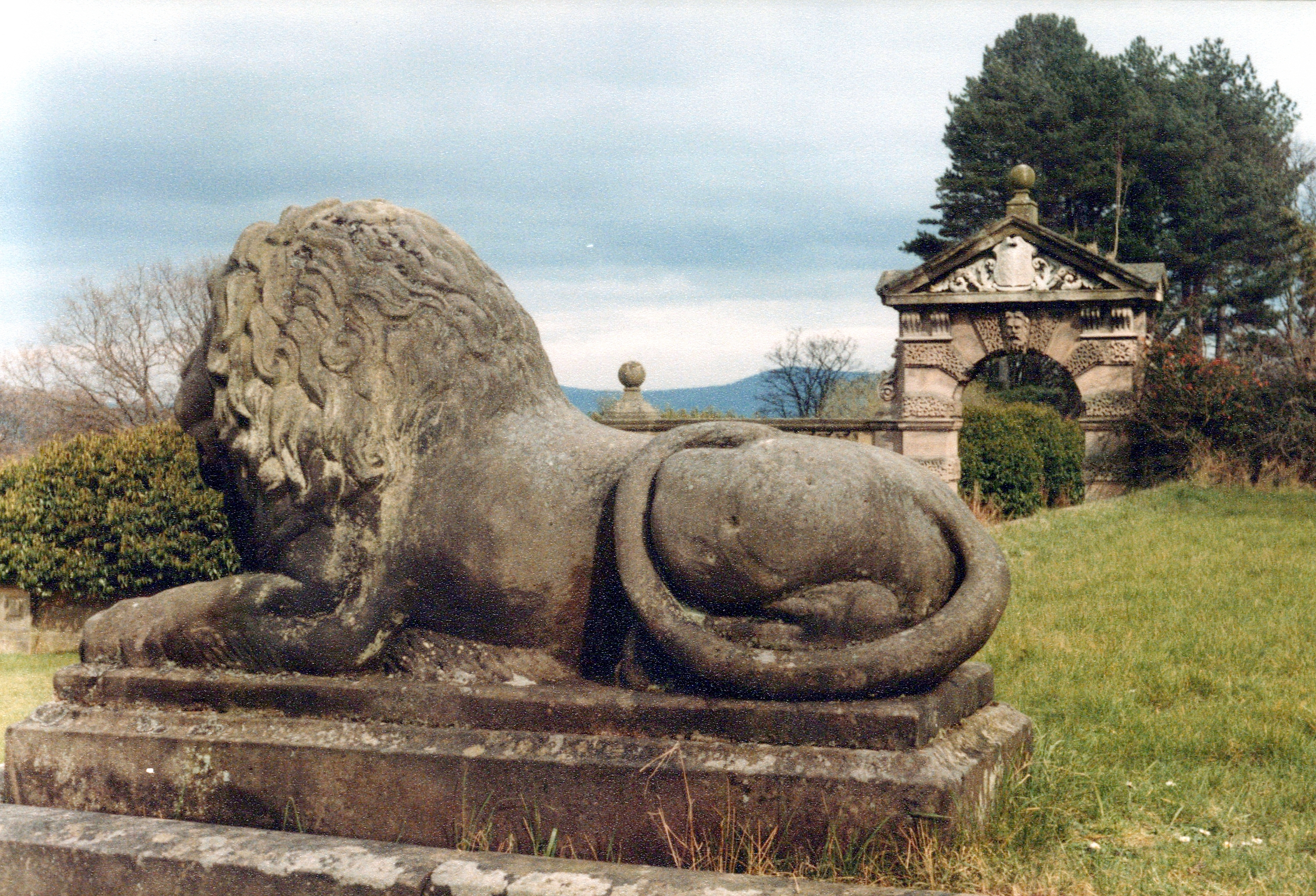
Sculpture de lion dans un parc

Hugh Robert Hughes est issu de la famille des mineurs de cuivre Hughes. C'est lui qui est responsable de l'actuelle maison de style néo-Queen Anne, qui est la troisième sur le site. Dans les années 1850, il fait construire à côté de l'ancienne maison une écurie de style néo-palladien, attribuée à William Burn.
L'ancienne maison est entièrement rénovée et agrandie. La nouvelle maison somptueuse, construite entre 1871 et 1874, est conçue par William Eden Nesfield. Les matériaux de construction sont achetés au Lleweni Hall voisin. Le bâtiment est un exemple de maison calendaire. Il a 365 fenêtres, 12 entrées et 122 chambres. Kinmel Hall est un bâtiment classé Grade I.
La maison des années 1870 est considérée comme un exemple de la myriade de nouveaux types de bâtiments apparus à l'époque victorienne pour remplir des fonctions de plus en plus spécialisées. Par exemple, il y a une pièce dans le manoir qui ne devait être utilisée que pour le repassage des journaux, afin que l'encre ne tache pas les mains du lecteur. Le bâtiment comporte également un certain nombre de machines victoriennes avancées qui servent à alimenter à la fois un ascenseur et une fontaine à eau.
Les jardins vénitiens attenants sont conçus par son père, William Andrews Nesfield. Les maisons se dressent avec les jardins clos d'environ 18 acres (72 843,41556 m2). Le parc autour de la maison couvre 5 000 acres (20,2342821 km2), englobant des champs ouverts, des parcs et des forêts. Les jardins et le parc sont classés au grade II * sur le registre Cadw / ICOMOS des parcs et jardins d'intérêt historique spécial au Pays de Galles.
Parallèlement à la construction de la maison, d'importants travaux d'aménagement paysager sont entrepris pour construire une nouvelle approche de la maison appelée Coed y Drive au nord du parc Kinmel. L'un de ses pavillons d'entrée (Llwyni Lodge (Golden Lodge) conçu par Nesfield est maintenant un bâtiment classé Grade 1 . Plusieurs routes locales sont supprimées et déplacées, tandis que de nouvelles routes droites sont construites pour le trafic entre Abergele et Prestatyn.
Kinmel Hall appartient à des membres des familles Hughes, Lewis et Fetherstonhaugh et Gill jusqu'à ce qu'il soit vendu à bail en 1929. Des blasons héraldiques affichés dans toute la maison montrent les unions entre ces familles.

### Propriété publique
Après la vente de la maison, elle devient une école de garçons pendant une courte période avant d'être convertie dans les années 1930 en «rhuma spa», un centre de santé pour le traitement des personnes souffrant de rhumatismes. La station thermale est dirigée par Florence Lindley, ancienne directrice du Lowther College, au château voisin de Bodelwyddan. La station thermale reste ouverte jusqu'au déclenchement de la Seconde Guerre mondiale, lorsque la maison est transformée en hôpital militaire.
Après la guerre, la maison devient la Clarendon School for Girls,,. L'école reste à Kinmel Hall jusqu'à un vaste incendie en 1975. Les dégâts forcent l'école à fermer la maison et à déménager à Haynes Park dans le Bedfordshire.
Après que l'homme d'affaires Eddie Vince ait restauré le bâtiment, il est utilisé comme centre de conférence chrétien jusqu'à ce que la maison soit vendue aux enchères en 2001 à une société immobilière. Cependant, le réaménagement proposé par Derbyshire Investments ne s'est pas concrétisé.

### Abandon et conservation

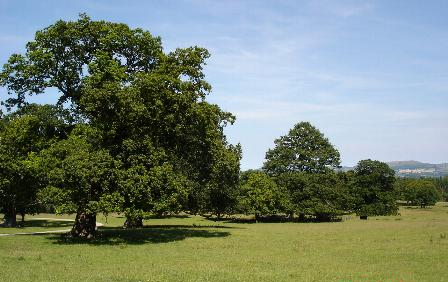
Parc Kinmel (fermé au public)

Malgré la vente du bail de Kinmel Hall en 1929, la pleine propriété et le parc environnant restent en possession de la famille Hughes, Lewis et Fetherstonhaugh jusqu'en 2001. Cette année-là, la pleine propriété est vendue, depuis lors, elle est passée à plusieurs propriétaires avant que la propriété ne soit acheté par Acer Properties Ltd BVI pour 1,45 million de livres sterling,. L'intention déclarée de l'entreprise est de transformer la propriété en hôtel, mais ces plans ne se réalisent pas et la maison reste vide. Les inquiétudes concernant la chute de Kinmel Hall en ruine sont identifiées par la Victorian Society, qui le classe comme l'un des dix bâtiments victoriens et édouardiens les plus à risque en 2015,.
La maison  mise en vente en avril 2021, pour 950 000 £.